# Chiesa di Santa Maria del Buon Consiglio (Roma)
La chiesa di Santa Maria del Buon Consiglio è una chiesa di Roma, nel rione Monti, in via del Buon Consiglio all'incrocio con via del Cardello.
Questa chiesa, conosciuta in passato anche come San Pantaleo ai Tre Forni o, dopo il 1587, come San Biagio ai Monti (quando un'omonima e vicina chiesa fu distrutta), sembra risalire al XII secolo: infatti, secondo quanto riferisce l'Armellini (p. 145), dietro l'altare vi era un cippo marmoreo con un'epigrafe che ricordava la consacrazione di quell'altare avvenuta sotto il pontificato di Papa Pasquale II nel 1113. L'Huelsen riferisce di un'altra epigrafe, ora perduta, secondo la quale Papa Alessandro IV il 23 dicembre 1260 conferma la dedica fatta dal suo predecessore Pasquale II, e nomina la chiesa col titolo di Sancti Pantaleonis in tribus fornis.
Secondo la tradizione, in questa chiesa fu tenuto nascosto il corpo del martire San Pantaleo, quando le sue spoglie furono trasportate da Nicomedia a Roma. La chiesa fu officiata dai monaci basiliani di Grottaferrata fino al 1635; fu poi affidata al clero secolare. Nel 1748 essa fu concessa da papa Benedetto XIV all'Arciconfraternita della Beata Vergine del Buon Consiglio, da cui il nome con cui d'ora in avanti la chiesa sarà conosciuta.
Oggi la chiesa, ancora affidata all'Arciconfraternita di Maria Santissima del Buon Consiglio, è anche sede dell'Associazione Comboniana “Servizio Emigranti e Profughi”.
A Roma vi è un'altra chiesa con lo stesso titolo, nel quartiere Tuscolano, parrocchia dal 1919.